# San Francisco Cajonos
San Francisco Cajonos là một đô thị thuộc bang Oaxaca, México. Năm 2005, dân số của đô thị này là 371 người.